# 48408 Yoshinogari
48408 Yoshinogari è un asteroide della fascia principale. Scoperto nel 1982, presenta un'orbita caratterizzata da un semiasse maggiore pari a 2,545204 UA e da un'eccentricità di 0,185906, inclinata di 12,254699ª rispetto all'eclittica. Ha un diametro di 4,173 km e un'albedo di 0,193.
Il nome ricorda la città giapponese di Yoshinogari, nella prefettura di Saga.
Fa parte della famiglia di asteroidi Eunomia.